# SR サイタマノラッパー
『SR サイタマノラッパー』は、2009年公開、入江悠監督の日本映画。2009年の第19回ゆうばり国際ファンタスティック映画祭オフシアター・コンペティション部門でグランプリを獲得、第13回富川（プチョン）国際ファンタスティック映画祭でNETPAC AWARD（最優秀アジア映画賞）を獲得、第50回日本映画監督協会新人賞を獲得した。
埼玉県深谷市をモデルとした郊外の町を舞台に、ラッパーを夢見るも冴えない日々を過ごす青年たちの鬱屈を描いた。
通常、ラップなどのPVを撮影する際には、音楽に合わせてカット割りを行い、編集して結合するが、本作ではワンシーン/ワンカットで撮影されている。登場人物の痛々しさをその場で表現でき、良い意味で出演者や現場の緊張感を高めることに成功している。このワンシーン/ワンカットのスタイルは以降の映画2作目、3作目やテレビドラマ版にも引き継がれて行く。

## キャスト
- MC IKKU：駒木根隆介
- 小暮千夏：みひろ
- MC TOM：水澤紳吾
- 李：杉山彦々
- MC MIGHTY：奥野瑛太
- MC KEN：益成竜也
- MC TEC：配島徹也
- DJ T.K.D：上鈴木伯周

## スタッフ
- 監督・脚本・編集 - 入江悠
- 製作 - 畠中達郎、國實瑞惠、山崎浩一、北尾知道
- プロデューサー - 入江悠、遠藤日登思
- 協力プロデューサー - 直井卓俊、坪屋有紀、坂野かおり
- プロダクションマネージャー - 政岡保宏
- ラインプロデューサー - 佐藤圭一郎
- 音楽 - 岩崎太整
- ラップ担当 - 上鈴木伯周、上鈴木崇浩
- 撮影 - 三村和弘
- 照明 - 斎藤領
- 整音 - 山本タカアキ
- 録音 - 島田宣之
- 美術 - 太田喜久男
- 助監督 - 丸谷ちひろ
- 衣装 - 三谷れい子
- ヘアメイク - 寺沢ルミ
- 制作プロダクション - アミューズ、ノライヌフィルム
- 制作協力 - ダブルディー
- 配給 - SPOTTED PRODUCTIONS

## 受賞歴
- 2009年 ゆうばり国際ファンタスティック映画祭オフシアター部門グランプリ
- 2009年 第13回富川国際ファンタスティック映画祭NETPAC AWARD（最優秀アジア映画賞）
- 2009年 モントリオール・ヌーヴォ国際映画祭招待上映
- 2009年 新・文芸坐「気になる日本映画達2009上半期ベストセレクション」
- 2009年 渋谷ユーロスペースで３日間の満員立見を記録
- 2009年 池袋シネマ・ロサ初日レイトショー歴代動員記録１位
- 2009年 TBSラジオ「ライムスター宇多丸のシネマランキング2009」ベスト１位
- 2009年 東スポ映画大賞、監督賞にノミネート
- 2009年 「映画芸術」ベスト映画第6位
- 2009年 毎日映画コンクール音楽賞ノミネート（作曲家岩崎太整）
- 2009年 映画監督協会新人賞（入江悠監督）
- 2010年 第10回ドイツ“NIPPON CONNECTION”デジタルアワードノミネート
- 2010年 ニューヨーク・アジアン・フィルムフェスティバル（アメリカ）招待上映

## テレビドラマ
2017年4月8日（4月7日深夜）から6月24日（6月23日深夜）まで、『ドラマ25』枠（土曜0:52 - 1:23〈金曜深夜〉）に『SRサイタマノラッパー〜マイクの細道〜』として放送された。IKKU、TOM、MIGHTYのSHO-GUNGの3人が東北地方を訪ね歩くロードムービー仕立てで、ずっと追い求めたあきらめない夢と青春とのけじめをつけるさまを描いていく。
撮影にはパナソニックの4KシネマビデオカメラPanasonic VARICAM LTが使用されており、レンズには静止画用のキヤノンEFマウントレンズが使用されている。このため、通常の映画撮影のような照明機材を用いることなく、低照度での撮影が可能になり、機動性と映画版のインディペンデントな作風を継承した画作りとなった。なお、映画1作目はPanasonic AG-HVX200、2作目はSONY PMW-EX3、3作目はキヤノン EOS 7Dで撮影されている。
ワンシーン/ワンカットのスタイルはテレビドラマ版でも貫かれており、CM明けから次のCMまでワンシーン/ワンカットというシーンもある。

### キャスト (ドラマ)
- IKKU - 駒木根隆介
- TOM - 水澤紳吾
- MIGHTY - 奥野瑛太
- カブラギ - 皆川猿時[3]
- トーコ - 山本舞香[3]
- 茉美 - 柳ゆり菜[4]
- トリーシャ - コトウロレナ[4]
- 香田咲子 - 安藤玉恵[4]
- マキノ - 村杉蝉之介[4]
- アユム：山田真歩[5]

### スタッフ (ドラマ)
- 脚本・監督 - 入江悠
- チーフプロデューサー - 大和健太郎
- プロデューサー - 武藤大司、東田陽介
- オープニングテーマ - RHYMESTER「マイクの細道」(ビクターエンタテインメント/CONNECTONE/starplayers records)
- エンディングテーマ - ぼくのりりっくのぼうよみ「つきとさなぎ」(ビクターエンタテインメント/CONNECTONE)
- 製作 - テレビ東京、電通
- 製作・著作 - 『SRサイタマノラッパー〜マイクの細道〜』製作委員会

### 放送局
| 放送対象地域 | 放送局                | 系列           | 放送期間・曜日・時間   | 放送期間・曜日・時間         |
| ------------ | --------------------- | -------------- | ---------------------- | ---------------------------- |
| 関東広域圏   | テレビ東京 【制作局】 | テレビ東京系列 | 2017年4月8日 - 6月24日 | 土曜 0:52 - 1:23（金曜深夜） |
| 北海道       | テレビ北海道          | テレビ東京系列 | 2017年4月8日 - 6月24日 | 土曜 0:52 - 1:23（金曜深夜） |
| 大阪府       | テレビ大阪            | テレビ東京系列 | 2017年4月8日 - 6月24日 | 土曜 0:52 - 1:23（金曜深夜） |
| 福岡県       | TVQ九州放送           | テレビ東京系列 | 2017年4月8日 - 6月24日 | 土曜 0:52 - 1:23（金曜深夜） |
| 愛知県       | テレビ愛知            | テレビ東京系列 |                        |                              |
| 福島県       | 福島テレビ            | フジテレビ系列 | 2017年6月7日 -         | 水曜 1:25 - 1:55（火曜深夜） |

| テレビ東京 ドラマ25                                                           | テレビ東京 ドラマ25                   | テレビ東京 ドラマ25            |
| 前番組                                                                        | 番組名                                | 次番組                         |
| ----------------------------------------------------------------------------- | ------------------------------------- | ------------------------------ |
| （枠設立前）                                                                  | SRサイタマノラッパー 〜マイクの細道〜 | デッドストック〜未知への挑戦〜 |
| テレビ東京 土曜0:52 - 1:23（金曜深夜）枠                                      |                                       |                                |
| 山田孝之のカンヌ映画祭 【本作品まで土曜未明（金曜深夜）の枠名無しのドラマ枠】 | SRサイタマノラッパー 〜マイクの細道〜 | デッドストック〜未知への挑戦〜 |

## その他
- 2009年3月14日池袋シネマ・ロサ、レイトショー初日動員記録を達成
- 2009年3月21日上映後の舞台挨拶に、YOU THE ROCK★が登場。その後出演者とライブを行った。
- 2009年3月21日放送のRHYMESTER・宇多丸のラジオ『ライムスター宇多丸のウィークエンド・シャッフル』内の映画批評コーナー、辛口批評で有名な「ザ・シネマ・ハスラー」で取り上げられ、当ラジオ史上2度目の「号泣メーン!」とともに絶賛を受ける。
- 2009年12月放送のRHYMESTER・宇多丸のラジオ『ライムスター宇多丸のウィークエンド・シャッフル』内の年間ランキングで１位を獲得。
- 2010年2月26日にザ・シネマハスラー出版記念！タマフル映画祭！@新宿バルト９

## 小説版
- 2010年6月17日に太田出版から単行本が発売　装画:若杉公徳
- 2012年4月25日に角川書店から文庫本が発売　イラスト：金子ナンペイ　解説：宇野常寛